# Deborah Liguori
Pour les articles homonymes, voir Liguori.
Deborah Liguori (née le 29 août 1989 à Rome) est une joueuse italienne de volley-ball. Elle mesure 1,78 m et joue au poste de réceptionneuse-attaquante.

## Clubs
| Club                   | Pays   | De           | À             |
| ---------------------- | ------ | ------------ | ------------- |
| Virtus Roma            | Italie | 2006-2007    | 2007-2008     |
| Volley Latina          | Italie | 2008-2009    | 2009-2010     |
| AS Rota Volley         | Italie | 2010-2011    | 2010-2011     |
| Volleyball Santa Croce | Italie | 2011-2012    | 2011-2012     |
| IHF Volley Frosinone   | Italie | oct 2012     | décembre 2012 |
| Ostia Volley           | Italie | janvier 2013 | mai 2013      |
| Pallavolo Cisterna     | Italie | 2013-2014    | …             |